# James Robert Rice
James Robert Rice (Frederick, 3 de dezembro de 1940) é um engenheiro norte-americano com diversas contribuições em mecânica dos sólidos.
Suas principais colaborações foram sua participação no desenvolvimento do conceito de Integral J em fraturas mecânicas e sua explicação sobre a deformação do plástico em bandas estreitas. 
Graduado em engenharia mecânica pela Universidade Lehigh, em 1962, com mestrado e doutorada em mecânica aplicada pela Universidade Brown, em 1963 e 1964, respectivamente, onde lecionou de 1964 a 1981, quando tornou-se professor da Universidade Harvard.
Recebeu a Medalha Timoshenko, em 1994, por contribuições fundamentais para o entendimento da plasticidade e fratura de materiais de engenharia, e aplicações no desenvolvimento de métodos computacionais e experimentais de ampla significância na prática da engenharia.
Desde 2001 é professor de Ciências da Engenharia e Geofísica da Harvard School of Engineering and Applied Sciences
Recebeu o prêmio internacional Panetti-Ferrari de mecânica aplicada.